# Jill Kussmacher
Jill Kussmacher (* 14. April 1984 in Berlin) ist als Fotomodell, Schauspielerin und Unternehmerin tätig. Bekannt wurde sie durch die Sendung Jill Kussmacher – Glamour, Grill & Hollywood.

## Biografie
Kussmacher ist in Berlin-Zehlendorf aufgewachsen und ausgebildete Immobilienkauffrau. Schon früh begann sie mit Tanzen, Singen und Cheerleading. Nach mehreren kleinen Rollen bekam sie eine Rolle als Krankenschwester in dem Fernsehfilm Niemand ist eine Insel. 2011 startete ihre erste TV-Sendung namens Jills World. 2012 wurde die Sendung auf sixx mit dem neuen Namen Jill Kussmacher – Glamour, Grill & Hollywood übernommen.
2011 gründete sie  in Los Angeles das Unternehmen „Germany’s Famous Bratwurst“, das Würstchen von einem Lastwagen aus verkauft. 2014 wurde ihr  nach einem Passvergehen die Wiedereinreise in die USA verweigert.

## Filmografie
- 2011: Niemand ist eine Insel
- 2011: Jills World
- 2012: Jill Kussmacher – Glamour, Grill & Hollywood
- 2017: Family Stories 5 Folgen